# Hyporhamphus capensis
Hyporhamphus capensis is een straalvinnige vissensoort uit de familie van halfsnavelbekken (Hemiramphidae). De wetenschappelijke naam van de soort is voor het eerst geldig gepubliceerd in 1886 door Thominot.